# 向井葉月
向井叶月（日语：／ Mukai Hazuki */?，1999年8月23日—）是日本前偶像藝人，為女子偶像团体乃木坂46前成员，東京都出身。2016年以乃木坂46三期生身分出道。2024年底自乃木坂46畢業，並退出演藝圈。

## 經歷
1999年8月23日，向井出生于东京都。中學时，曾加入田径社。
2016年9月4日，通过乃木坂46三期生徵選，开始以乃木坂46成員活动。12月10日，於日本武道館舉行的「乃木坂46三期生『鑑定會』」中首度在支持者前亮相。12月19日，3期生部落格開通，由12名成員每人每天輪流發表一篇文章，向井的第一篇文章在12月27日發表。
2017年5月9日至14日，參演由3期生首次獨自擔綱的「乃木坂46三期生單獨公演」中共8場公演。
2018年2月22日，向井在乃木坂46官方網站的個人部落格開通。3月，從高中畢業。
2019年4月，接替即將畢業的伊藤卡琳成為《將棋聚焦》的主持人。8月，首次出演並主演舞台剧《櫻桃子劇場 可吉可吉》。
2020年1月9日，與大園桃子、山下美月、渡邊米麗愛在乃木神社一起舉行成人式。
2021年6月27日，在《將棋聚焦》上进行了将棋能力测试，并得到了业余4级判定。8月23日，在22歲生日當天，開設Instagram帳號。
2022年3月6日，從擔任主持約3年的節目《將棋聚焦》中畢業。
2023年9月1日，首次於日本職棒比賽（埼玉西武獅vs福岡軟銀鷹）中擔任开球仪式的投手。11月5日，向井於乃木坂46第34張單曲《Monopoly》中首次成為選拔成員。
2024年1月4日，個人廣播節目《乃木坂46 向井葉月的周四就在這里約會吧》（乃木坂46 向井葉月の木曜ここで待ちあわせ）開始播出。3月27日，擔任廣播節目《文化放送Lions Nighter》的官方經理。11月1日，在廣播節目《乃木坂46 向井葉月的周四就在這里約會吧》中宣布將於年底畢業，同時將退出演藝圈。12月15日，於幕張活動大廳舉行的「乃木坂46 大感謝祭2024」中舉辦畢業典禮。12月31日，隨團體出演「第75回NHK紅白歌合戰」後，正式從乃木坂46畢業，並從演藝圈引退。
2025年1月31日，向井位於乃木坂46官方網站內的個人部落格正式關閉。

## 人物
- 暱稱是Hazuki（はづき）[35]。是左撇子[36]。
- 在小學六年級時觀看了節目《乃木坂在哪裡？》，從而喜歡上了乃木坂46[37]。特別憧憬星野南[38]
- 有1個姐姐和1哥哥[39]。
- 小學時有軟式棒球的經驗[40][41]。
- 興趣是看棒球比賽，從高中時期起便是埼玉西武獅的球迷[42][43]。她特別支持的選手是岡田雅利[44]。自2023年起，曾多次參與開球式活動[45]。
- 飼養了一隻青蛙作為寵物[46]。

## 音樂作品
- 標註「★」符號表示該首歌曲有拍攝MV。

### 單曲
乃木坂46
|      | 發行日期       | 單曲名稱              | 參與歌曲名稱           | MV | 備註         |
| ---- | -------------- | --------------------- | ---------------------- | -- | ------------ |
| 17th | 2017年3月22日  | 大影響家              | 第三陣風               | ★  | 出道作品     |
| 18th | 2017年8月9日   | 蜃景                  | 未來的答案             | ★  |              |
| 19th | 2017年10月11日 | 及時行事              | 我的衝動               | ★  |              |
| 20th | 2018年4月25日  | 同步巧合              | 全新的世界             | ★  |              |
| 20th | 2018年4月25日  | 同步巧合              | 心動不已               | ★  |              |
| 21st | 2018年8月8日   | 以自我為中心！        | 三角空地               | ★  |              |
| 21st | 2018年8月8日   | 以自我為中心！        | 感覺不像自己           |    |              |
| 22nd | 2018年11月14日 | 想繞遠路回家          | 日常                   | ★  |              |
| 23rd | 2019年5月29日  | Sing Out!             | 飛機跑道               | ★  |              |
| 24th | 2019年9月4日   | 黎明來臨前無須逞強    | 〜Do my best〜沒有意義 | ★  |              |
| 25th | 2020年3月25日  | 幸福的保護色          | 每天都是Brand new day  | ★  |              |
| 26th | 2021年1月27日  | 我會喜歡上自己的      | 言過其實的KISS         | ★  |              |
| 27th | 2021年6月9日   | 對不起Fingers crossed | 生鏽的羅盤             | ★  |              |
| 27th | 2021年6月9日   | 對不起Fingers crossed | 不受大人們的指示       |    |              |
| 28th | 2021年9月22日  | 被你罵了              | 機關槍雨               | ★  |              |
| 28th | 2021年9月22日  | 被你罵了              | 熟悉的陌生人           |    |              |
| 29th | 2022年3月23日  | Actually…             | 就算我不明白...        | ★  |              |
| 30th | 2022年8月31日  | 喜歡是件搖滾的事！    | Under's Love           | ★  |              |
| 30th | 2022年8月31日  | 喜歡是件搖滾的事！    | 朝著我拍手的方向       | ★  |              |
| 30th | 2022年8月31日  | 喜歡是件搖滾的事！    | 做夢的肌肉             | ★  | 乃木坂輕音部 |
| 31st | 2022年12月7日  | 不存在於此的事物      | 壞成份                 | ★  |              |
| 32nd | 2023年3月29日  | 人們終將再度追夢      | 漣漪不復返             | ★  |              |
| 32nd | 2023年3月29日  | 人們終將再度追夢      | 我們的道別             | ★  |              |
| 32nd | 2023年3月29日  | 人們終將再度追夢      | Never say never        |    | 乃木坂野球部 |
| 33rd | 2023年8月23日  | 獨自一人的天堂        | 踩到了                 | ★  |              |
| 34th | 2023年12月6日  | Monopoly              | Monopoly               | ★  | 選拔         |
| 35th | 2024年4月10日  | 機會平等              | 機會平等               | ★  | 選拔         |
| 36th | 2024年8月21日  | 放縱日                | 遺落之物               | ★  |              |

其他
| 發行日期                                    | 單曲名稱       | 參與歌曲名稱 | MV | 備註         |
| ------------------------------------------- | -------------- | ------------ | -- | ------------ |
| 2020年6月17日（日本） 2020年6月24日（海外） | 世界中的鄰居啊 | —            | ★  | 下載限定歌曲 |

乃木坂46
|        | 發行日期       | 專輯名稱         | 參與歌曲名稱     | 備註 |
| ------ | -------------- | ---------------- | ---------------- | ---- |
| 3rd    | 2017年5月24日  | 最初的夢想       | 回憶優先         |      |
| 3rd    | 2017年5月24日  | 最初的夢想       | 指定溫度         |      |
| 4th    | 2019年4月17日  | 直到此刻化成回憶 | 即刻〜殘美傳説〜 |      |
| 精選輯 | 2021年12月15日 | Time flies       | Hard to say      |      |

## 演出

### 电视剧
- 残美（2019年1月24日－3月28日，日本電視台）：飾演 庄司美緒[48]
- Love Sharing（2022年3月27日－6月5日，光TV（日语：ひかりTV））：飾演 西和佳奈（與中村麗乃、弓木奈於共同主演）[49][50]

### 电视节目
- 將棋聚焦（2019年4月7日－2022年3月20日，NHK教育頻道）- 主持人[13]

### 廣播
- 乃木坂46向井葉月的周四就在這里約會吧（2024年1月4日－12月26日，bayfm）- 主持人[51][52]
- 文化放送Lions Nighter（2024年4月－11月29日，文化放送）- 官方經理[27][53]

### 舞台劇
- 櫻桃子劇場 可吉可吉（2019年8月21日－25日，CBGKシブゲキ!!）：主演 可吉可吉（コジコジ）[15]
- 音乐剧《美少女战士》2019（2019年10月10－14日，日本：TOKYTO DOME CITY HALL／11月22日－24日，中国：美王大戲院）：飾演 水野雅美／水手服戰士[54]
- 猜謎王THE QUIZ STAGE：飾演 
  - ROUND 2（2019年5月3日－8日，三越劇場）[55]
  - O（2021年1月9日，博品館劇場）[56]
- 蚁地狱（2021年6月4日－10日，讀賣大手町音樂廳）：飾演 [57]

### 活動
- 埼玉西武獅 vs. 福岡軟銀鷹 開球儀式（2023年9月1日，西武巨蛋）[58]
- 埼玉西武獅 vs. 廣島東洋鯉魚 開球儀式（2024年6月13日，西武巨蛋）[59][60]

## 書籍

### 杂志连载
- 讀賣中高生新聞（2018年4月20日－，讀賣新聞東京本社）- 番外地[61]

## 外部連結
- 向井葉月的Instagram帳戶（2021年8月23日－2024年12月31日）（日語）

乃木坂46時期
- 乃木坂46個人介紹頁（日語）
- 向井葉月 官方部落格 - 乃木坂46官方網站（2018年2月22日－2025年1月31日）（日語）
- 向井 葉月（乃木坂46）的SHOWROOM專頁 （日語）